# بیشهلتس
بیشهلتس (به فرانسوی: Bischholtz) یک کمون در فرانسه با جمعیت ۲۷۶ نفر است که در Canton of Bouxwiller واقع شده‌است.